# الیکایی شترمرغی مالی
الیکایی شترمرغی مالی (نام علمی: Stipiturus mallee) نام یک گونه از سرده الیکایی شترمرغی است.